# Angela Petrelli
Angela Petrelli är en person i TV-serien Heroes. Hon är den sista överlevande grundaren av the Company. Efter Bob Bishops död blev hon VD för organisationen. Hon var gift med Arthur Petrelli och är mamma till Peter och Nathan Petrelli. Hon har förmågan att se framtiden i sina drömmar.

## Bakgrund
Angela har hållit majoriteten av sitt förflutna och personliga liv hemligt, men det är klart att hennes familj betyder allt för henne. I vissa avsnitt dyker det dock upp en mörkare och mer kallblodig sida, trots att hon oftast vill väl. Hon förgiftade sin man Arthur Petrelli p.g.a. dennes planer att mörda deras son Nathan Petrelli. Hon levde sedan i tron att han var död medan han i verkligheten samlade krafter för att sedan leda ett företag vars mål var att ge alla på jorden krafter.